# Encyclopaedia Metropolitana
Encyclopaedia Metropolitana byla encyklopedie vydávaná v Londýně v letech 1817 – 1845. Bylo vydáno 30 svazků v 59 částech (celkem 22 426 stran a 565 ilustrací).
Byla rozdělena na čtyři části:
- I. Pure Sciences – 2 svazky, 1 813 stran, 16 obrazů, 28 vědeckých pojednání, včetně práva a teologie.
- II. Mixed and Applied Sciences – 6 svazků, 5 391 stran, 437 obrazů, 42 pojednání, včetně umění, historie přírody a medicíny.
- III. History and Biography – 5 svazků, 4 458 stran, 7 map, 135 biografií, historické články do roku 1815.
- IV. Miscellaneous and lexicographical – 13 svazků, 10 338 stran, 105 obrazů, včetně geografie, anglického slovníku a popisné přírodovědy

Druhé vydání vycházelo v letech 1849 – 1858.